# Lauro Müller (Santa Catarina)
Lauro Müller es un municipio brasileño del estado de Santa Catarina. Tiene una población estimada al 2021 de 15 380 habitantes. Fundado el 20 de enero de 1957, forma parte del área de expansión de la Región metropolitana Carbonífera.

## Etimología
El nombre del municipio es en honor a Lauro Müller, político y diplomático brasileño.

## Historia
A pesar de su nombre en alemán, el hoy municipio fue fundado por colonos italianos a finales del siglo XIX. En 1827, la localidad llamada entonces Bom Retiro, inició la explotación del carbón, siendo hasta la actualidad una de las mayores generadoras de empleo de la ciudad. Con la llegada de ingleses a las minas del lugar en 1885 cambió su denominación a Minas dos Ingleses, o solo Minas.
Fue el 25 de septiembre de 1905, que Minas fue nombrado Lauro Müller y en octubre de 1921 fue anexado como distrito de Orleans. Su emancipación como municipio llegó el 20 de enero de 1957.

## Turismo
La Serra do Rio do Rastro comienza en el municipio, siendo un gran atractivo turístico de la ciudad.
Otro lugar turístico es el Castillo Henrique Lage, construido en 1919.